# Гольцов, Виталий Владимирович
Виталий Владимирович Гольцов (род. 3 января 1954, Берестечко) — украинский кукольник, театральный режиссёр
, публицист, заслуженный артист Украины (2002), лауреат литературно-художественной премии им. Михаила Коцюбинского (2007), лауреат Черниговской литературной премии им. Леонида Глебова (2017), лауреат Международной литературной премии им. Николая Гоголя «Триумф» (2017), лауреат Международной литературно-художественной премии имени Леси Украинки (2021). Член УТО. Член УЦ УНИМА.

## Биография
Родился в Берестечке 3 января 1954 года в семье педагогов, по отцовской линии выходцев из Литвы. С 1976 по 1978 входил в первый актёрский состав Черниговского областного театра кукол, созданный в 1976 году. В 1978 поступил на актёрский факультет кафедры театра кукол Харьковского института искусств им. Котляревского. В следующем году поступил на режиссёрский факультет кафедры театра кукол того же института и окончил его в 1984 году. В том же году стал режиссёром Черниговского областного театра кукол, через два года, в 1988 — режиссёр, руководитель кукольной труппы «Эльф» Черниговского областного театра для детей и молодежи. В 1996 — главный режиссёр Черниговского областного театра кукол им. Довженко. После получал должность художественного руководителя Черниговского областного театра кукол, а уже в 2018 году стал его главным режиссёром.

## Деятельность
Инициатор восстановления статуса театра кукол в Чернигове в 1996 году. Соучредитель фестиваля «Черниговские кукольные рандеву». Гость Оргкомитета Международного фестиваля театров кукол в Бельско-Бяла, Польша, 1992. Координатор по налаживанию творческих отношений и представления кукольного украинского искусства в Австрии, Болгарии, Польши, РФ, ФРГ.
Соорганизатор Международного театрального проекта «Черниговские и венские кукольники играют „Карусель сказок“» — режиссёры С. Кульганек (Австрия), В. Гольцов (Украина), Вена.
Автор книги пьес-сказок «Вовченятко из сказочной сумки», лауреат Областного литературного конкурса «Лучшая книга года», 2005. Осуществил постановку свыше 70 спектаклей в театрах кукол Чернигова, Кропивницкого, Кривого Рога, Хмельницкого.

## Награды
- 2001 — Почетная награда Министерства культуры и искусств Украины «За многолетний плодотворный труд в отрасли культуры»
- 2002 — Заслуженный артист Украины
- 2007 — Медаль «За труд и доблесть»
- 2007 — Лауреат областной литературно-художественной премии им. Михаила Коцюбинского
- 2017 — Лауреат Черниговской литературной премии им. Леонида Глебова
- 2017 — Лауреат Международной литературной премии им. Николая Гоголя «Триумф»
- 2021 — Лауреат Международной литературно-художественной премии имени Леси Украинки